# Tugu (Jumantono)
Tugu is een bestuurslaag in het regentschap Karanganyar van de provincie Midden-Java, Indonesië. Tugu telt 4125 inwoners (volkstelling 2010).